# Iso-Mietiäinen
Iso-Mietiäinen är en sjö i kommunen S:t Michel i landskapet Södra Savolax i Finland. Arean är 37 hektar och strandlinjen är 6,51 kilometer lång. Sjön  ingår i Kymmene älvs huvudavrinningsområde.   Den ligger omkring 13 kilometer nordväst om S:t Michel och omkring 210 kilometer nordöst om Helsingfors. 